# Coras perplexus
Coras perplexus là một loài nhện trong họ Amaurobiidae.
Loài này thuộc chi Coras. Coras perplexus được miêu tả năm 1946 bởi Muma.